# Valdés (Hiszpania)
Valdés – gmina w Hiszpanii, w prowincji Asturia, w Asturii, o powierzchni 353,52 km². W 2011 roku gmina liczyła 13 058 mieszkańców.